# فرودگاه دانکرک – لس مویرس
فرودگاه دانکرک – لس مویرس (به انگلیسی: Dunkerque – Les Moëres Airport) یک فرودگاه است که یک باند فرود چمن دارد و طول باند آن ۶۷۰ متر است. این فرودگاه در شهر دانکرک کشور فرانسه قرار دارد و در ارتفاع -۱ متری از سطح دریا واقع شده است.